# گرافیک محیطی
طراحی نگاشتار محیطی یا طراحی گرافیک محیطی (به انگلیسی: Environmental Graphic Design- EGD) برقراری ارتباط گرافیکی در محیط ساخته‌شده‌ است.
جامعهٔ طراحان گرافیک محیطی که در سال ۱۹۷۳ بنا گذارده شده و بیش از ۱۰۰۰ عضو از سراسر جهان دارد، در سایت خود و در پاسخ به سؤال گرافیک دیزاین محیطی چیست؟ می‌نویسد: گرافیک دیزاین محیطی بسیاری از رشته‌های دیزاین را دربرمی‌گیرد که شامل دیزاین گرافیک، معماری، معماری داخلی، لَنداِسکِیپ، و دیزاین صنعتی می‌شود. همهٔ این رشته‌ها به جنبه‌های بصری مسیریابی، اطلاعات و هویت ارتباطی و شکل‌دادن به‌ایدهٔ مکان توجه دارند و تجربه‌هایی را می‌آفرینند که مردم را به محیط پیوند می‌دهند. از نظر این انجمن، مثال‌های معمول از آثار گرافیک دیزاین محیطی عبارتند از: طراحی سیستم‌های راهیابی، گرافیک‌های معمارانه، سایناژ، دیزاین نمایشگاهی، گرافیک‌های هویتی، محیط‌های پویا، دیزاین شهری، دیزاین پیکتوگرام، دیزاین فروشگاهی، نقشه و برندسازی محیطی. البته این انجمن خاطرنشان می‌سازد که امروزه به‌طور فزاینده‌ای گرافیک دیزاین محیطی درگیر عناصر پویای فناوری دیجیتال می‌شود.

## اهداف
از مهم‌ترین اهداف کلی طراحی گرافیک محیطی می‌توان به مواردی نظیر تسهیل در امر ارتباط، ادراک محیط و ایجاد هویت بصری اشاره کرد. با این‌همه اهدافی تفصیلی نیز وجود دارند که در درون هر یک از آثار گرافیک محیطی بایستی به بررسی آن‌ها پرداخت... طراحی گرافیک محیطی همچون دیگر گونه‌های طراحی با سیر تاریخ و دستاوردهای تمدن نظیر نشانه، خط، چاپ، ساخت ابزار و ارتقای محیط مصنوع پیوند دارد. بنابراین، توجه به آن به‌عنوان پدیده‌ای فرهنگی با هدف حفظ و ثبت تاریخ طراحی، امری بدیهی است.

## وجه تشابه و تفاوت با هنرهای دیگر
برای بسیاری از علوم و هنرها نمی‌توان مرز مشخص و تفکیک شده‌ای ترسیم کرد. در این صورت، می‌گوییم که این موضوع خط فاصل ندارد ولی حد فاصل دارد. با توجه به معنا و مفهومی که از تعاریف گرافیک محیطی استنباط می‌شود این هنر (؟) حد فاصل دارد نه خط فاصل. پس با بسیاری از موضوع‌های هنری دیگر نه‌تنها مرز مشترک دارد، بلکه لبهٔ این مرزها روی یکدیگر قرار می‌گیرد و همپوشانی ایجاد می‌کند. در واقع حوزهٔ طراحی گرافیک محیطی چنان وسیع است که وام‌دار بیشتر هنرهاست و با انواع فناوری‌های جدید در ارتباط و از آن‌ها بهره‌مند است. از ماکرو-تلویزیون‌های مسطح گرفته تا نورپردازی‌هایی که بر آبشارهای مصنوعی انجام می‌گیرد و نیز جدیدترین دستگاه‌های چاپ و برش به صورت رنگی و لیزری، همه در خدمت این هنر قرار می‌گیرند. موضوع‌هایی مثل نورپردازی، شناخت مواد و مصالح جدید و نیز آشنابودن به آخرین دستاوردها همه در ارائه کیفیت مطلوب سهیم‌اند.
در طی چند دههٔ گذشته، گرافیک دیزاین محیطی به سرعت از سایناژ و راهیابی به ساختن محیط پیشرفت کرده‌است و در راه تبدیل به یک توانمندساز شهرهای باهوش قدم برمی‌دارد. به همین دلیل است که در سال ۲۰۱۳ هیئت مدیرهٔ جامعهٔ گرافیک دیزاینرهای محیطی به تغییر نام انجمن رأی داده تا به‌طور دقیق‌تری طبیعت گسترش‌یابندهٔ ارتباط در محیط ساخته‌شده با گرافیک دیزاین تجربی را بازتاب دهد. روشن است که این حیطه چنان گسترده و متشکل از علل و عوامل گوناگونی است که ارائه تعریفی جامع از آن به راحتی میسر نیست. با وجود این، در اذعان به گستره و تنوع بالقوهٔ طراحی گرافیک محیطی، محدودکردن موضوع ارزش چندانی ندارد. نیاز واقعی، ارائه تعاریفی است که دربرگیرندهٔ موضوعات اصلی و مرکزی آن باشد تا اینکه حواشی و مرزهای آن را تعیین کند. چرا که به همراه جوامع رو به گسترش امروز و بروز انقلاب ارتباطات و فناوری که موجب تلاشِ هرچه بیشتر در جهت خلق آثاری متنوع در این حیطه شده‌است، پیش از هر چیز ما را به شناسایی، توضیح و بررسی نظریات و اقدامات اساسی و حتی خلق آثار تازه رهنمون می‌شود… گرافیک محیطی را با تبلیغات محیطی که مخاطبانی خاص را در جهت اهداف عموماً تجاری، هدف قرار می‌دهد، نباید اشتباه گرفت و محدود کرد؛ اگرچه می‌توان زمینه‌های مبهمی را نیز در تعریف گرافیک محیطی شناسایی نمود. به‌طور مثال آیا هدف از طراحی گرافیک محیطی باید صرفاً دگرگونی در کیفیت‌های بصری و فضایی باشد یا به روابط عمیق‌تر اجتماعی و فرهنگی بین عناصر، فضاها و انسان‌ها بپردازد؟ آیا کانون توجه طراحی گرافیک محیطی باید محصول آن (محیط) باشد یا فرایندی که محصول را به وجود می‌آورد؟

## تاثیر گرافیک محیطی بر اماکن مذهبی
گرافیک محیطی در هر منطقه ای به عنوان یکی از عناصری مطرح می شود که برای رسیدن به اهداف شهروندان و معرفی شهری نقش به سرایی را ایفا می کند و بخش عمده ای از تبلیغات شهری و دیوارنویسی ها در بر می گیرد. بلاشک این طراحی ها در هر قسمت از شهر که قرار بگیرد تاسیرگذاری خود را خواهد داشت. آنچه در اینجا حائز اهمیت است گرافیک محیطی می باشد که بر دیواره اماکن مذهبی (مساجد و امامزاده ها) و یا اطراف آن به چشم می‌خورد، ناگفته نماند که در دنیای مدرن امروز انسان برای معرفی مکان و فرهنگ از هنرهای بیشماری می تواند بهره گیرد که یکی از این هنرها گرافیک محیطی می باشد. این هنر در ایجاد فضایی زیبا و چشم نواز برای تمامی کسانی که در شهر پر رفت و آمدی همچون بندرعباس حضور دارند نقش موثری دارد.
گرافیک محیطی در واقع ارتباط مستمر بین چیدمان شهری و در نهایت ساماندهی و ایجاد یک رابطه معنادار بین فضاهای عمومی شهر است. در واقع این هنر نیاز به درک صحیحی از مواردی همچون اقتصاد شهری، اقتصاد سیاسی و نظریه‌های اجتماعی و فرهنگی است. یک شهر برای هر چه زیباتر شدن محیط خود به مولفه هایی همچون فضاهای بصری، مبلمان شهری، بهبود بستر حمل و نقل، فضای سبز و بسیاری از موارد دیگر نیاز دارد که هر یک در زیباسازی محیط زندگی شهری نقش مهمی ایفا می‌کنند. عناصر نور، رنگ و صدا نیز همواره در محیط شهر می توانند فضایی دلنشین و محیطی آرام برای شهروند فراهم کنند. به کارگیری این عناصر و مولفه هایی که باعث زیباتر شدن محیط شهری و سهولت و آرامش زندگی در آن می شود، هنری را به عنوان گرافیک محیطی به وجود آورده است. گرافیک محیطی در بخش عمومی شامل فضاهای پر رفت آمد همچون پارک ها، بازارها، اماکن پربازدید، زیارتگاه ها و مساجد نیز می شود.